# Begonia stipulacea
Begonia stipulacea là một loài thực vật có hoa trong họ Thu hải đường. Loài này được Willd. mô tả khoa học đầu tiên năm 1805.